# 諾約 (加利福尼亞州)
諾約（英語：Noyo）是位於美國加利福尼亞州門多西諾縣的一個非建制地區。該地的面積和人口皆未知。

## 地理
諾約的座標為39°25′42″N 123°48′12″W / 39.42833°N 123.80333°W，而該地的平均海拔高度為33米（即108英尺）。